# Alberto Machado
Alberto Amaro Guedes Machado (7 de agosto de 1978) é um deputado e político português. Ele é deputado à Assembleia da República na XIV legislatura pelo Partido Social Democrata. É licenciado em Medicina Dentária.